# 朱由材
河阳王朱由材（1603年2月2日—1642年），明朝崇世子追封崇昭王朱常庶出的第五子。
朱常去世时，五名妾侍怀有身孕，世子妃钟氏当即向地方官府和明神宗报喜。后来五名妾侍共生下四子一女，朱由材即朱常最小的遺腹子。
万历三十四年（1606年），朱由材的嫡母钟妃为庶子们请求赐名时，称朱由材的四哥朱由樻为庶四子，朱由材为庶五子；朱由材的祖父崇端王朱翊𨰜去世后，由朱由樻以故世子庶四子的身份袭封。但后来朱由材请求封郡王，書辦紀宗坤却将朱由材写作庶第四子，因而与朱由樻的身份描述发生冲突，礼部因此奏请让河南巡按御史会同相关官员详查，朱由樻正请求赐婚，也因此耽误。万历四十六年（1618年）五月，朱由樻因此上疏请求准许他先选婚，获准，但礼部没有执行。万历四十八年（1620年）三月，朱由樻辩称是因为紀宗坤将嫡子庶子分开排行所致，自己当时没有查阅，也难逃疏略之罪，希望朝廷念自己年幼宽恕自己，得到朝廷下敕令礼部不追究，先让他成婚。但礼部仍然坚持，质疑朱常死后有五个遺腹子女太反常，且朱由材生于朱常死后十个月，朱常如何能在去世当天令朱由材的母亲受孕，即崇王府有以他人血脉冒充宗室的嫌疑，出现两个“庶四子”可能就是身份造假造成的漏洞，神宗只能命河南巡按御史继续勘核。
朱由材后来受封河阳王，时间不详。崇禎十五年（1642年）閏十一月，闖军攻陷汝寧，朱由材与兄崇王朱由樻及崇世子朱慈煇被俘，都被闯军所杀。